# Turboreactor

Diagrama d'un turboreactor de turbina de gas típica. L'aire és comprimit per les aspes dels ventiladors quan entra al motor, i és barrejat i cremat amb carburant a la secció de combustió. La fuita calenta de gasos proporciona empenta cap endavant i revoluciona la turbina que acciona les aspes del compressor.

Un  turboreactor  (en anglès:  turbojet ) és el tipus més antic dels motors de reacció de propòsit general. El concepte va ser desenvolupat en motors pràctics a la fi dels anys 1930 de manera independent per dos enginyers, Frank Whittle al Regne Unit i Hans von Ohain a Alemanya; encara que el reconeixement de crear el primer turboreactor se li dona Whittle per ser el primer a concebre, descriure formalment, patentar i construir un motor funcional. Von Ohain, en canvi, va ser el primer a utilitzar el turboreactor per propulsar un avió.
Un turboreactor consisteix en una entrada d'aire, un compressor d'aire, una cambra de combustió, una turbina de gas (que mou el compressor de l'aire) i una tovera. L'aire entra comprimit a la cambra, s'escalfa i s'expandeix per la combustió del combustible i llavors és expulsat a través de la turbina cap a la tovera sent accelerat a altes velocitats per proporcionar la propulsió.
Els turboreactors són bastant ineficients (si es vola per sota de velocitats Mach 2) i molt sorollosos. La majoria dels avions moderns utilitzen en el seu lloc motors turboventilador per raons econòmiques. No obstant els turboreactors encara són molt comuns en míssils de creuer de mig abast.

## Funcionament

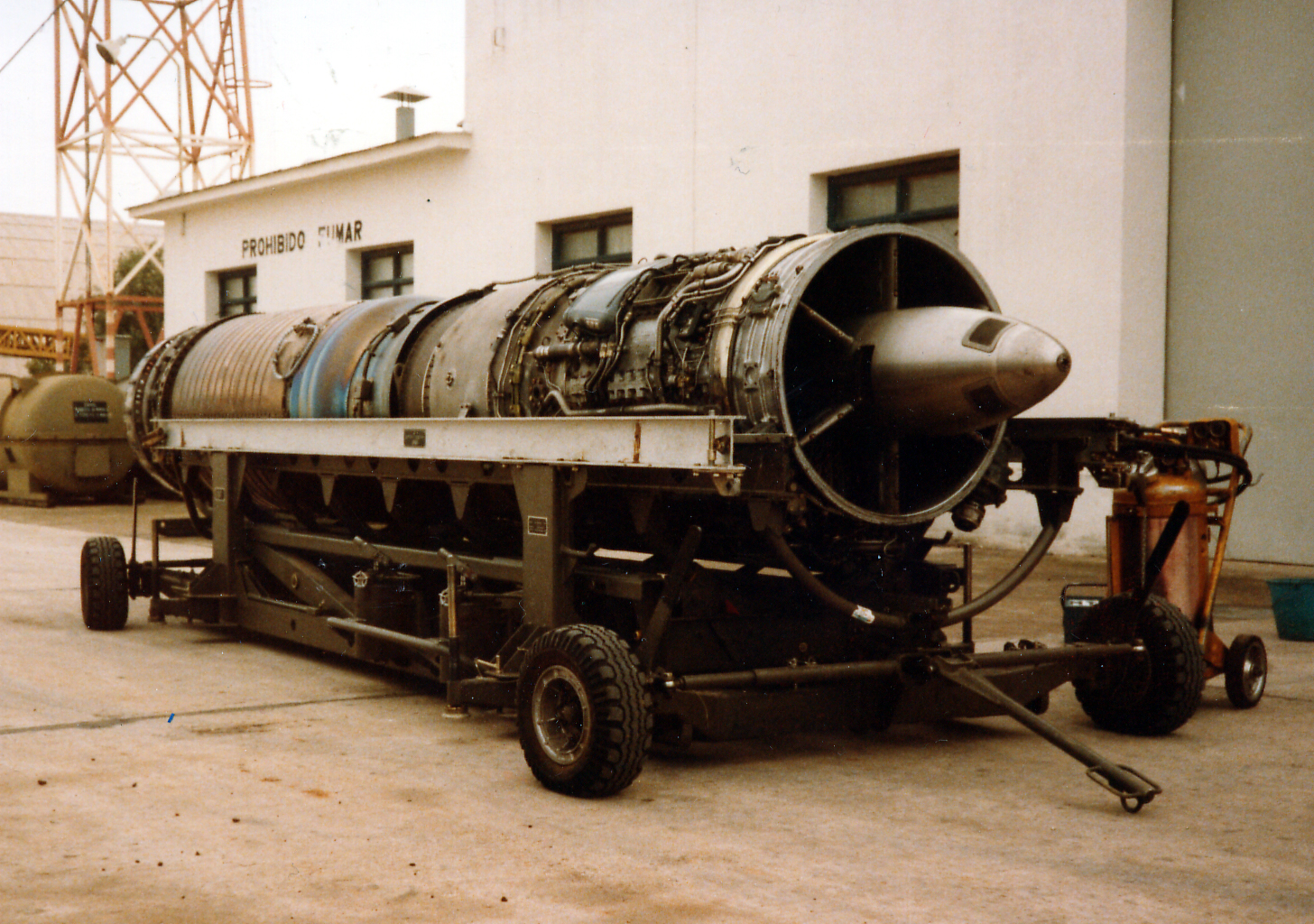
Turboreactor SNECMA Lligar 09C.

Per a la fase de compressió, s'usen compressors axials o centrífugs que comprimeixen grans volums d'aire a una pressió d'entre 4 i 32 atmosferes. Un cop comprimit l'aire, s'introdueix en les cambres de combustió on el combustible és cremat en forma contínua. L'aire a alta pressió i alta temperatura (és a dir, amb més energia que a l'entrada) és portat a la turbina, on s'expandeix parcialment per obtenir l'energia que permet moure el compressor (similar al funcionament del turbocompressor que es troba en els automòbils). Després l'aire passa per una tovera, en la qual és accelerat fins a la velocitat de sortida.
En aquest tipus de motors la força impulsora o empenta s'obté per la quantitat de moviment. En llançar grans volums d'aire cap enrere a gran velocitat, es produeix una reacció que impulsa l'aeronau cap endavant. En el cas dels avions militars, l'empenta prové pràcticament tota dels gasos d'escapament. En el cas d'avions comercials (com els Boeing i Airbus), una part de l'aire és desviat pels costats de la cambra de combustió (By-pass) generant part de l'empenta de manera similar a un avió amb turbohèlice. Avui en dia, aquests motors arriben empentes de fins a 50 tones.

## Comparació amb altres motors similars
Aquest tipus de motors és àmpliament utilitzat en aeronàutica, ja que presenta diversos avantatges enfront dels motors alternatius: 
- És més eficient en termes de consum de combustible.
- És més senzill i té menys parts mòbils.
- Té una millor relació pes/potència.
- Requereix menor manteniment.
- La vida útil és més llarga.

Si bé el turboreactor és més eficaç en alguns aspectes respecte d'altres tipus de motors d'ús aeronàutic, comparat als pulsoreactors té desavantatges tècnics a l'hora de la construcció i del manteniment. Els pulsoreactors, a diferència dels reactors, estatoreactors i motors de combustió interna, ofereixen el sistema  valveless  (sense vàlvula com els tipus  Lockwood Hiller ) i que tenen avantatges significatius com ara: 
- Manca de peces mòbils.
- Relacions pes/empenta més grans que els reactors.
- Impossibilitat de fallada per ingestió de partícules sòlides.
- Possibilita usar altres combustibles com olis naturals, alcohols o gasos liquats sense cap modificació.
- Construcció simple.
- Fàcil disponibilitat de materials.